# Lingajaci

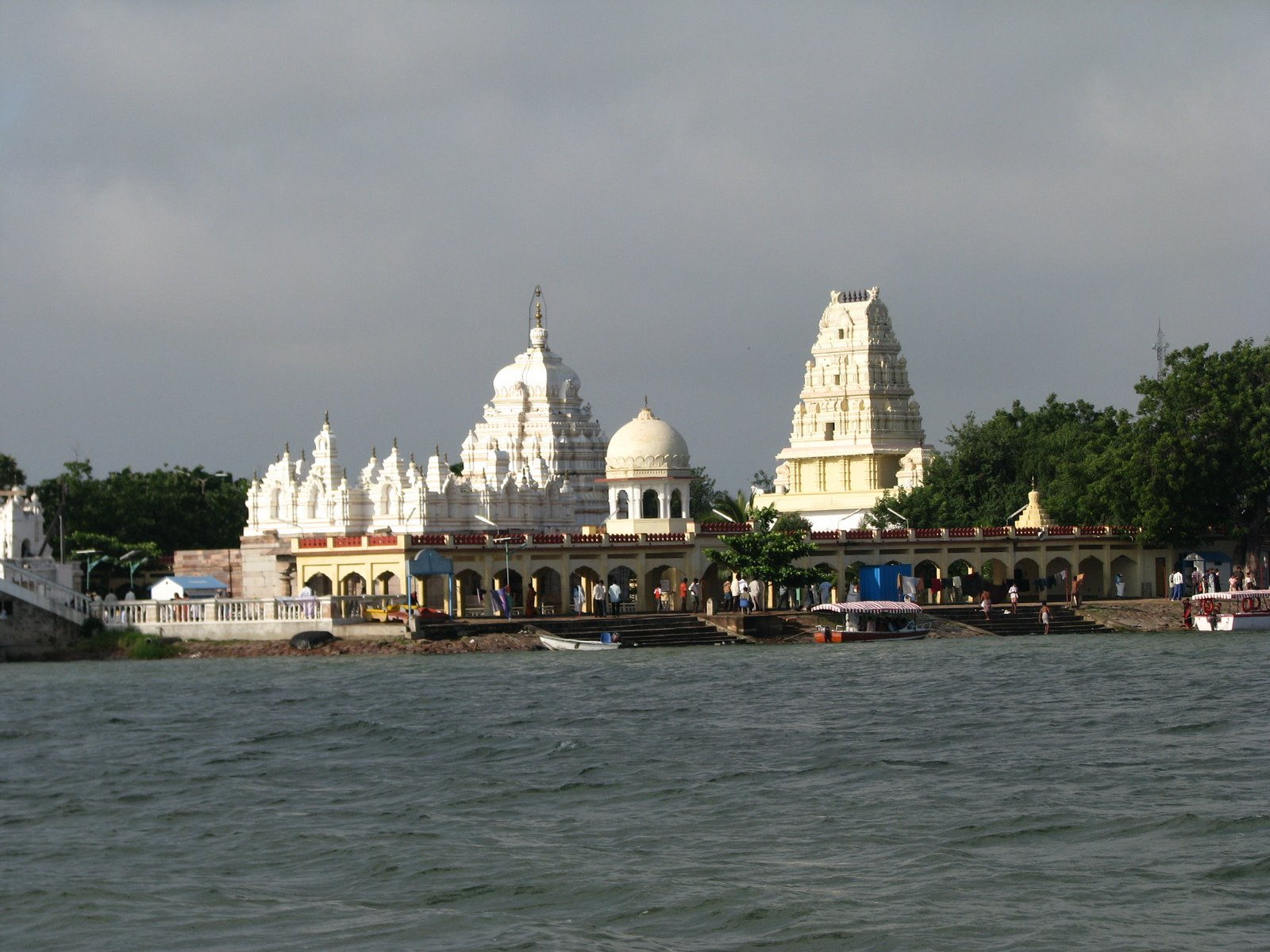
Kudala Sangama – jedna z głównych świątyń lingajatów

Lingajaci – jedna z sześciu głównych szkół śiwaizmu (trzech istniejących do dziś). Lingajaci przywiązują bardzo dużo wagi do postaci Boga (nazywanego przez nich Śiwą) jako lingam. Jest to system dualistyczny.

## Przedstawiciele
Ruch lingajatów założony został w XII wieku przez Basawę. Znaczącą rolę w historii odegrała nago wędrująca ascetka lingajatów – poetka Mahadewjakka.

## Doktryna
Lingajaci odrzucają różnorodne powszechne hinduistyczne praktyki kultowe (np. chodzenie do mandirów, pielgrzymki) oraz społeczne np. system kastowy, zawieranie małżeństw przez dzieci.
Za świętą czynność uważają noszenie lingamu na szyi.
Symbolem lingajatów jest biała kropka na czole.

## Stratyfikacja społeczna
Społeczność lingajatów dzieli się zasadniczo na trzy poziomy:
1. poziom wyższy:
  1. dźangama – kapłani (w tym i wirakta – asceci)
  2. bandźiga – kupcy
2. poziom pośredni – około siedemdziesiąt dźati endogamicznych, grupujących ludność wg wykonywanej profesji
3. poziom niższy – niewegetarianie: dźati nieczyste i niedotykalni[2].